# 5.ª etapa del Tour de Francia 2024
La 5.ª etapa del Tour de Francia 2024 tuvo lugar el 3 de julio de 2024 y consistió en una etapa llana con inicio en el municipio de Saint-Jean-de-Maurienne y final en el municipio de Saint-Vulbas, sobre un recorrido de 177,4 km. El vencedor fue el británico Mark Cavendish del equipo Astana Qazaqstan Team, el esloveno Tadej Pogačar del UAE Team Emirates mantuvo el liderato.

## Clasificación de la etapa
| Saint-Jean-de-Maurienne - Saint-Vulbas | etapa llana | (177,4 km) |

| \| Clasificación de la etapa \| Clasificación de la etapa \| Clasificación de la etapa \| Clasificación de la etapa \| Clasificación de la etapa \| \| Ciclista \| Ciclista \| Equipo \| Tiempo \| \| \| ------------------------- \| ------------------------- \| ------------------------- \| ------------------------- \| ------------------------- \| \| 1.º \| Mark Cavendish \| Astana Qazaqstan Team \| 4 h 08 min 46 s \| \| \| 2.º \| Jasper Philipsen \| Alpecin-Deceuninck \| + 0 s \| \| \| 3.º \| Alexander Kristoff \| Uno-X Mobility \| + 0 s \| \| \| 4.º \| Arnaud De Lie \| Lotto Dstny \| + 0 s \| \| \| 5.º \| Fabio Jakobsen \| Team dsm-firmenich PostNL \| + 0 s \| \| \| 6.º \| Pascal Ackermann \| Israel-Premier Tech \| + 0 s \| \| \| 7.º \| Arnaud Démare \| Arkéa-B&B Hotels \| + 0 s \| \| \| 8.º \| Gerben Thijssen \| Intermarché-Wanty \| + 0 s \| \| \| 9.º \| Biniam Girmay \| Intermarché-Wanty \| + 0 s \| \| \| 10.º \| Marijn van den Berg \| EF Education-EasyPost \| + 0 s \| \| |                     |                           |                 |
| |                     |                           |                 |
| Fuentes: ProCyclingStats Cycling Quotient |                     |                           |                 |
| Clasificación de la etapa |                     |                           |                 |
| Ciclista | Ciclista            | Equipo                    | Tiempo          |
| 1.º | Mark Cavendish      | Astana Qazaqstan Team     | 4 h 08 min 46 s |
| 2.º | Jasper Philipsen    | Alpecin-Deceuninck        | + 0 s           |
| 3.º | Alexander Kristoff  | Uno-X Mobility            | + 0 s           |
| 4.º | Arnaud De Lie       | Lotto Dstny               | + 0 s           |
| 5.º | Fabio Jakobsen      | Team dsm-firmenich PostNL | + 0 s           |
| 6.º | Pascal Ackermann    | Israel-Premier Tech       | + 0 s           |
| 7.º | Arnaud Démare       | Arkéa-B&B Hotels          | + 0 s           |
| 8.º | Gerben Thijssen     | Intermarché-Wanty         | + 0 s           |
| 9.º | Biniam Girmay       | Intermarché-Wanty         | + 0 s           |
| 10.º | Marijn van den Berg | EF Education-EasyPost     | + 0 s           |

## Clasificaciones al final de la etapa

### Clasificación general(Maillot Jaune)
| \| Clasificación general \| Clasificación general \| Clasificación general \| Clasificación general \| Clasificación general \| \| Ciclista \| Ciclista \| Equipo \| Tiempo \| \| \| --------------------- \| --------------------- \| -------------------------- \| --------------------- \| --------------------- \| \| 1.º \| Tadej Pogačar \| UAE Team Emirates \| 23 h 15 min 24 s \| \| \| 2.º \| Remco Evenepoel \| Soudal Quick-Step \| + 45 s \| \| \| 3.º \| Jonas Vingegaard \| Team Visma \\| Lease a Bike \| + 50 s \| \| \| 4.º \| Juan Ayuso \| UAE Team Emirates \| + 1 min 10 s \| \| \| 5.º \| Primož Roglič \| Red Bull-Bora-Hansgrohe \| + 1 min 14 s \| \| \| 6.º \| Carlos Rodríguez \| Ineos Grenadiers \| + 1 min 16 s \| \| \| 7.º \| Mikel Landa \| Soudal Quick-Step \| + 1 min 32 s \| \| \| 8.º \| João Almeida \| UAE Team Emirates \| + 1 min 32 s \| \| \| 9.º \| Giulio Ciccone \| Lidl-Trek \| + 3 min 20 s \| \| \| 10.º \| Egan Bernal \| Ineos Grenadiers \| + 3 min 21 s \| \| |                  |                            |                  |
| |                  |                            |                  |
| Fuentes: ProCyclingStats Cycling Quotient |                  |                            |                  |
| Clasificación general |                  |                            |                  |
| Ciclista | Ciclista         | Equipo                     | Tiempo           |
| 1.º | Tadej Pogačar    | UAE Team Emirates          | 23 h 15 min 24 s |
| 2.º | Remco Evenepoel  | Soudal Quick-Step          | + 45 s           |
| 3.º | Jonas Vingegaard | Team Visma \| Lease a Bike | + 50 s           |
| 4.º | Juan Ayuso       | UAE Team Emirates          | + 1 min 10 s     |
| 5.º | Primož Roglič    | Red Bull-Bora-Hansgrohe    | + 1 min 14 s     |
| 6.º | Carlos Rodríguez | Ineos Grenadiers           | + 1 min 16 s     |
| 7.º | Mikel Landa      | Soudal Quick-Step          | + 1 min 32 s     |
| 8.º | João Almeida     | UAE Team Emirates          | + 1 min 32 s     |
| 9.º | Giulio Ciccone   | Lidl-Trek                  | + 3 min 20 s     |
| 10.º | Egan Bernal      | Ineos Grenadiers           | + 3 min 21 s     |

### Clasificación por puntos(Maillot Vert)
| Clasificación por puntos | Clasificación por puntos | Clasificación por puntos | Clasificación por puntos | Clasificación por puntos |
| Ciclista                 | Ciclista                 | Equipo                   | Puntos                   |                          |
| ------------------------ | ------------------------ | ------------------------ | ------------------------ | ------------------------ |
| 1.º                      | Biniam Girmay            | Intermarché-Wanty        | 102 pts                  |                          |
| 2.º                      | Mads Pedersen            | Lidl-Trek                | 94 pts                   |                          |
| 3.º                      | Jonas Abrahamsen         | Uno-X Mobility           | 87 pts                   |                          |
| 4.º                      | Jasper Philipsen         | Alpecin-Deceuninck       | 78 pts                   |                          |
| 5.º                      | Kévin Vauquelin          | Arkéa-B&B Hotels         | 60 pts                   |                          |
| 6.º                      | Bryan Coquard            | Cofidis                  | 58 pts                   |                          |
| 7.º                      | Fernando Gaviria         | Movistar Team            | 53 pts                   |                          |
| 8.º                      | Mark Cavendish           | Astana Qazaqstan Team    | 50 pts                   |                          |
| 9.º                      | Tadej Pogačar            | UAE Team Emirates        | 42 pts                   |                          |
| 10.º                     | Arnaud De Lie            | Lotto Dstny              | 38 pts                   |                          |

### Clasificación de la montaña(Maillot à Pois Rouges)
| Clasificación de la montaña | Clasificación de la montaña | Clasificación de la montaña | Clasificación de la montaña | Clasificación de la montaña |
| Ciclista                    | Ciclista                    | Equipo                      | Puntos                      |                             |
| --------------------------- | --------------------------- | --------------------------- | --------------------------- | --------------------------- |
| 1.º                         | Jonas Abrahamsen            | Uno-X Mobility              | 25 pts                      |                             |
| 2.º                         | Tadej Pogačar               | UAE Team Emirates           | 20 pts                      |                             |
| 3.º                         | Valentin Madouas            | Groupama-FDJ                | 16 pts                      |                             |
| 4.º                         | Jonas Vingegaard            | Team Visma \| Lease a Bike  | 15 pts                      |                             |
| 5.º                         | Remco Evenepoel             | Soudal Quick-Step           | 12 pts                      |                             |
| 6.º                         | Stephen Williams            | Israel-Premier Tech         | 10 pts                      |                             |
| 7.º                         | Carlos Rodríguez            | Ineos Grenadiers            | 10 pts                      |                             |
| 8.º                         | Frank van den Broek         | Team dsm-firmenich PostNL   | 9 pts                       |                             |
| 9.º                         | Ion Izagirre                | Cofidis                     | 8 pts                       |                             |
| 10.º                        | Juan Ayuso                  | UAE Team Emirates           | 8 pts                       |                             |

### Clasificación del mejor joven(Maillot Blanc)
| Clasificación del mejor joven | Clasificación del mejor joven | Clasificación del mejor joven | Clasificación del mejor joven | Clasificación del mejor joven |
| Ciclista                      | Ciclista                      | Equipo                        | Tiempo                        |                               |
| ----------------------------- | ----------------------------- | ----------------------------- | ----------------------------- | ----------------------------- |
| 1.º                           | Remco Evenepoel               | Soudal Quick-Step             | 23 h 16 min 09 s              |                               |
| 2.º                           | Juan Ayuso                    | UAE Team Emirates             | + 25 s                        |                               |
| 3.º                           | Carlos Rodríguez              | Ineos Grenadiers              | + 31 s                        |                               |
| 4.º                           | Matteo Jorgenson              | Team Visma \| Lease a Bike    | + 2 min 36 s                  |                               |
| 5.º                           | Santiago Buitrago             | Bahrain Victorious            | + 3 min 25 s                  |                               |
| 6.º                           | Ilan Van Wilder               | Soudal Quick-Step             | + 4 min 56 s                  |                               |
| 7.º                           | Ben Healy                     | EF Education-EasyPost         | + 7 min 27 s                  |                               |
| 8.º                           | Javier Romo                   | Movistar Team                 | + 8 min 15 s                  |                               |
| 9.º                           | Thomas Pidcock                | Ineos Grenadiers              | + 11 min 38 s                 |                               |
| 10.º                          | Oscar Onley                   | Team dsm-firmenich PostNL     | + 11 min 57 s                 |                               |

### Clasificación por equipos(Classement par Équipe)
| Clasificación por equipos | Clasificación por equipos  | Clasificación por equipos | Clasificación por equipos |
| Equipo                    | Equipo                     | Tiempo                    |                           |
| ------------------------- | -------------------------- | ------------------------- | ------------------------- |
| 1.º                       | UAE Team Emirates          | 69 h 49 min 16 s          |                           |
| 2.º                       | Ineos Grenadiers           | + 4 min 54 s              |                           |
| 3.º                       | Soudal Quick-Step          | + 5 min 02 s              |                           |
| 4.º                       | Red Bull-Bora-Hansgrohe    | + 6 min 34 s              |                           |
| 5.º                       | Bahrain Victorious         | + 11 min 27 s             |                           |
| 6.º                       | Movistar Team              | + 13 min 24 s             |                           |
| 7.º                       | Team Visma \| Lease a Bike | + 17 min 39 s             |                           |
| 8.º                       | EF Education-EasyPost      | + 23 min 37 s             |                           |
| 9.º                       | Lidl-Trek                  | + 28 min 41 s             |                           |
| 10.º                      | Team dsm-firmenich PostNL  | + 34 min 33 s             |                           |

## Abandonos
Niguno.